# Hólmar Örn Eyjólfsson
Hólmar Örn Eyjólfsson (* 6. August 1990 in Sauðárkrókur) ist ein isländischer Fußballspieler. Er ist der Sohn des langjährigen Bundesligaprofis und Nationalspielers Eyjólfur Sverrisson.

## Jugend
Hólmar Eyjólfsson wurde in Sauðárkrókur geboren und zog im Alter von sieben Jahren mit seiner Familie nach Kópavogur und er blieb bis knapp vor seinem 18. Geburtstag dort. In Kópavogur begann er dann ernsthaft, Fußball zu spielen. Sein erster Verein war der FC Tindastóll.

## Vereinskarriere
Hólmar Eyjólfsson gab in der Saison 2007 16-jährig sein Debüt für HK Kópavogur in der Landsbankadeild, der höchsten isländischen Spielklasse. Nach insgesamt 19 Einsätzen wechselte der Innenverteidiger, der auch schon im defensiven Mittelfeld eingesetzt wurde, im Sommer 2008 schließlich zum englischen Premier-League-Klub West Ham United und unterschrieb einen langfristigen Vertrag. Im Oktober 2009 wurde er für einen Monat an den Viertligisten Cheltenham Town ausgeliehen und kam dabei zu seinem Pflichtspieldebüt im englischen Fußball.
Auch nach seiner Rückkehr von Cheltenham kam Hólmar nicht über Einsätze für das Reserveteam hinaus und wurde daher im Januar 2010 erneut verliehen. Für ein halbes Jahr sollte er beim abstiegsgefährdeten belgischen Erstligisten KSV Roeselare Spielpraxis sammeln, kam dort allerdings auch nur auf acht Einsätze.
Im Juni 2011 unterschrieb er einen Kontrakt bis 2014 beim VfL Bochum. Sein erstes Spiel machte Hólmar Eyjólfsson am 4. Dezember 2011 (17. Spieltag), als er beim 6:0-Heimsieg gegen den FC Erzgebirge Aue in der 82. Minute für Marcel Maltritz eingewechselt wurde.
Im August 2014 wechselte Hólmar nach Norwegen zum Erstligisten Rosenborg Trondheim, wo er für die restliche Saison 2014 zum Stammpersonal gehörte. In den folgenden zwei Spielzeiten gewann er dort jeweils das Double aus Meisterschaft und Pokal.
Ende 2016 unterschrieb er einen Vertrag über viereinhalb Jahre bei Maccabi Haifa. Nach etwas über einem halben Jahr in der israelischen Ligat ha’Al wurde er am 1. September 2017 nach Bulgarien zu Lewski Sofia ausgeliehen. Zur Saison 2018/19 wechselte er dauerhaft zum 26-fachen bulgarischen Meister und war dort die folgenden zwei Jahre aktiv. Danach spielte er wieder bis Ende 2021 für Rosenborg Trondheim.
Seit Anfang 2022 steht er in seiner Heimat bei Valur Reykjavík unter Vertrag. Mit dem Verein gewann er 2023 den Ligapokal durch einen 5:4-Finalsieg nach Elfmeterschießen gegen KA Akureyri.

## Nationalmannschaft
2007 qualifizierte er sich überraschend mit der U-17-Mannschaft für die Endrunde der U-17-Europameisterschaft, nachdem man sich in der 2. Qualifikationsrunde unter anderem gegen den Nachwuchs aus Portugal und Russland durchsetzte. Hólmar absolvierte beim Endturnier alle drei Partien auf der für ihn ungewohnte Position als defensiver Mittelfeldspieler über die volle Spielzeit, konnte das punktlose Ausscheiden allerdings nicht verhindern. Anschließend gehörte er zur isländischen U-19-Auswahlmannschaft, die erst im letzten Spiel der zweiten Qualifikationsrunde zur U-19-Europameisterschaft 2008 durch eine 1:2-Niederlage gegen die bulgarische Mannschaft als Gruppenzweiter die Endrundenteilnahme verpasste. Bereits kurz nach der U-17-EM debütierte er zudem im November 2007 17-jährig in der U-21 von Island und gehört dort bis 2012 zum Stammpersonal.
Am 30. Mai 2012 debütierte Hólmar dann bei einer 2:3-Testspielniederlage in Schweden auch für die A-Nationalmannschaft. Bei der Weltmeisterschaft 2018 in Russland stand er zwar im isländischen Aufgebot, blieb aber während des Turniers ohne Einsatz. Insgesamt absolvierte er 18 Partien und erzielte dabei einen Treffer, dieser fiel am 16. Januar 2020 bei einem Testspiel gegen Kanada (1:0).

## Erfolge
- Norwegischer Meister: 2015, 2016
- Norwegischer Pokalsieger: 2015, 2016
- Isländischer Ligapokalsieger: 2023